# Terremoto di Nardò del 1743
Il terremoto di Nardò fu un terremoto che si verificò il 20 febbraio del 1743 nel mar Ionio settentrionale, a circa 50 chilometri dalle coste del Salento. Prende il nome dalla località dove si registrarono le maggiori distruzioni e il maggior numero di morti.

## Storia
Il 20 febbraio 1743 alle ore 16.30 GMT si ebbero tre forti scosse con epicentro nel Canale d'Otranto a circa 50 km dalla costa salentina. Furono percepite dalla popolazione in un'area vastissima: dal Peloponneso all'isola di Malta; dalle regioni meridionali della penisola italiana fino a Trento, Venezia, Milano.
Le maggiori distruzioni in Salento furono subite dalle città di Nardò (dove raggiunse il IX-X grado della scala Mercalli), Francavilla Fontana e Leverano, mentre sul lato greco particolarmente colpito fu il borgo di Amaxichi (l'odierna Leucade), sull'isola di Santa Maura (una delle isole ionie, allora appartenenti alla Repubblica di Venezia).
Dall'analisi delle fonti, si deduce che in Salento ci furono circa 180 morti, mentre non si hanno dati attendibili in merito al numero di vittime in Grecia (le fonti veneziane, al riguardo molto approssimative, parlano di una decina di morti). Nella sola Nardò le vittime furono circa 150 e subirono gravi danni la maggior parte delle chiese e palazzi, essendo rimaste illese solo una trentina di case. 
In altre 15 località del Salento ci furono danni gravi, tra cui Brindisi, Taranto, Francavilla Fontana, Galatina, Leverano, Manduria, Avetrana, Oria, Salice Salentino. Lesioni meno gravi furono riscontrate a Lecce, Otranto, Gallipoli e in una decina di altri paesi. Al di fuori dell'area salentina, danni notevoli si registrarono tra la provincia di Bari e la Basilicata orientale (Bari, Barletta, Canosa di Puglia, Corato e Matera), come pure a Reggio Calabria, Messina e nell'isola di Malta. Nell'area greca, il terremoto colpì soprattutto le isole di Santa Maura e Corfù e le località adiacenti della costa greca occidentale, allora parte dell'Impero ottomano (in particolare, Prevesa, Arta, Butrinto, Giannina, Vonitsa, Xiromero).
A Nardò, che allora contava 8 000 abitanti, l'esiguo numero di vittime (meno del 2% della popolazione, a fronte delle devastazioni provocate in città dalla violenza del sisma) fu attribuito all'intercessione di san Gregorio Armeno, la cui festa venne fissata nella ricorrenza del terremoto il 20 febbraio. Similmente, in quasi ogni comunità salentina si volle credere alla protezione dei propri Santi Protettori: a Mesagne si ringraziò Beata Vergine Maria del Carmelo, a Latiano Santa Margherita di Antiochia, a Francavilla Fontana la Madonna della Fontana, a Lecce e Campi Salentina sant'Oronzo,a Avetrana san Biagio, a Oria san Barsanofio, a Massafra la Madonna della Scala da allora considerata dai massafresi principlissima patrona (titolo poi acconsentito dalla Santa Sede del 1776 attraverso Bolla Papale), a Taranto l’Immacolata Concezione che da allora divenne la seconda patrona della città,  e così via.

## Maremoto
Non ci sono testimonianze storiche di un maremoto, se non indirette: negli archivi è documentato un brusco abbassamento del livello del mare nel porto di Brindisi, subito dopo il sisma. Tuttavia, lungo la costa a sud di Otranto è stato rilevato il distacco dalla riva di grossi blocchi rocciosi (dal peso fino a 70 tonnellate) e il loro trasporto a diversi metri di distanza verso l'interno. Le datazioni col metodo del radiocarbonio sui gusci di organismi presenti nei massi rocciosi confermano l'ipotesi che essi siano stati trasportati da almeno due onde di maremoto connesse al terremoto del 20 febbraio 1743. Si è calcolato che la quota massima raggiunta dal maremoto (run-up) è stata di almeno 11 metri lungo la costa immediatamente prospiciente l'epicentro, mentre fu limitata a 1,5 metri nella fascia costiera a nord di Brindisi.
Gli effetti del maremoto furono tuttavia limitati (a riprova del fatto che non ci sono documenti storici che ne parlano), sia perché la costa compresa tra Brindisi e Santa Maria di Leuca, quella interessata direttamente dal fenomeno, all'epoca era quasi completamente disabitata per via delle numerosi paludi costiere e della malaria, sia perché la morfologia della costa, costituita prevalentemente da falesie, ha determinato l'inondazione di una fascia litoranea molto ristretta.

## Analisi geosismologica
La struttura tettonica responsabile del terremoto è ancora ignota: fu un fenomeno tellurico complesso, percepito come una sequenza di tre violente scosse, prodotte probabilmente dall’attivazione di diversi segmenti di faglia. Nella zona dell'epicentro, in epoche successive, si sono verificati altri terremoti, ma sempre di intensità molto inferiore, l'ultimo di magnitudo 3.1 del 10/11/2015.
Gli effetti delle scosse telluriche del sisma del 1743 non furono proporzionali alla distanza dall'epicentro, ma furono influenzati da fattori di amplificazione sismica locale, strettamente connessi alle caratteristiche del substrato geologico su cui poggiano i vari centri urbani. Nel Salento si alternano terrazzamenti più alti (horst), caratterizzati da strati rocciosi affioranti, e terrazzamenti più bassi (graben), solitamente ricoperti da depositi alluvionali sciolti, che favoriscono una dissipazione maggiore di energia sismica. Nardò, in particolare, poggia su un terreno con basse proprietà meccaniche (depositi di spiaggia e di piana costiera), circondato tutt'intorno da depositi calcarenitici e calciruditici, che sono terreni con buone proprietà meccaniche. Il fenomeno che ha caratterizzato la quasi distruzione di Nardò è quindi riconducibile a un effetto di risonanza locale, simile allo scuotimento di una bacinella contenente acqua, dove le pareti della bacinella – essendo rigide – restano immutate, mentre l'acqua al suo interno oscilla.